# Jokosuka E1Y
Průzkumný hydroplán typu 14 (japonsky 一四式水上偵察機 Džúsan-šiki suidžó teisacuki) byl jednomotorový dvoumístný či třímístný dvouplošný průzkumný plovákový letoun japonského císařského námořního letectva z 20. let 20. století určený k dálkovému průzkumu z pobřežních základen a lodí císařského námořnictva. Od roku 1928 bylo typu přiděleno krátké označení E1Y. Celkem bylo vyrobeno 320 kusů ve třech verzích.

## Vývoj
V roce 1921 zahájil Jokosucký námořní arzenál vývoj nového jednomotorového průzkumného hydroplánu, který měl nahradit dosavadní Jokosuka Ro-gó Kó-gata. Za pomoci konstruktérů od britského výrobce letadel Short Brothers tak vznikl dvoumístný jednomotorový dvouplošný průzkumný hydroplán typu 10, který byl poháněn motorem Lorraine-Dietrich o výkonu 400 k (294,2 kW). V roce 1923 byly vyrobeny dva prototypy, ale ukázalo se, že letoun je příliš těžký pro zvolenou pohonnou jednotku. Modifikovaná verze, známá jako typ 10 model A, z roku 1923 výrazné zlepšení nepřinesla. V roce 1925 byl zalétán typ 10 model B, u kterého se již podařilo vyřešit problémy s hmotností, stabilitou a řízením. Bylo postaveno několik kusů typu 10 model B, ale do výzbroje císařského námořnictva zařazen nebyl.
V roce 1923 vzneslo císařské námořnictvo požadavek na nový průzkumný hydroplán. Jokosucký arzenál vyšel z průzkumného hydroplánu typu 10, který byl následně přestavěn. Rozpětí bylo zmenšeno z 16,16 m na 13,99 m a hmotnost prázdného letounu snížena z 1912 kg na 1660 kg. Upravený typ byl nakonec 27. ledna 1926 přijat do výzbroje jako průzkumný hydroplán typu 14 (typ 14 jako 14. rok éry Taišó, tedy rok 1925). V roce 1928 bylo typu přiděleno i krátké označení E1Y: první průzkumný hydroplán vyráběný v Jokosuce.
Hydroplán byl v roce 1926 zařazen do služby ve dvou verzích: model 1 (budoucí E1Y1) a model 2 (budoucí E1Y2). Obě verze byly jednomotorové plovákové dvouplošníky vyzbrojené jedním pohyblivým 7,7mm kulometem a mohly nést buď dvě 110kg, nebo čtyři 30kg pumy. E1Y1 byl dvoumístný nebo třímístný a poháněl jej řadový motor Lorraine-Dietrich 1 V12 (12 válců uspořádaných do V) o výkonu 400 k (294,2 kW). Vzletová hmotnost byla 2600 kg. E1Y2 byl třímístný s celokovovými plováky a poháněný řadovým motorem Lorraine-Dietrich 2 s válci do W a o výkonu 450 k (331,0 kW). Vzletová hmotnost byla 2750 kg. Vzletová hmotnost u obou variant byla větší, než 2000 kg, takže E1Y nemohly ke startu z lodí císařského námořnictva použít první katapulty a vystřelit je dokázal až katapult Kure šiki 2-gó 3-gata. Průzkumné hydroplány typu 14 obou verzí proto zpravidla startovaly přímo z mořské hladiny, na kterou je spouštěl a po misi opět z ní vyzvedával derrick (jeřáb) mateřského plavidla.
Z průzkumného hydroplánu typu 14 model 2 byl vyvinut průzkumný hydroplán typu 14 model 3, neboli E1Y3, který byl přijat do výzbroje 28. ledna 1931 a od roku 1932 začal nahrazovat starší modely, od kterých se odlišoval použitím motoru Lorraine-Dietrich 3 se čtyřlistou vrtulí, jiným tvarem ocasních ploch a lepšími výkony. Z průzkumného hydroplánu typu 14 model 2 byl roku 1928 odvozen také typ Jokosuka E5Y.
Typů E1Y1 a E1Y2 bylo vyrobeno celkem 218 kusů dodaných v letech 1925 až 1928. Z nich 148 vyrobila firma Aiči, 47 Nakadžima a pouhých 23 Jokosuka. Typ E1Y3 byl vyráběn v letech 1931 až 1934 firmou Aiči, která vyrobila 102 kusů.

## Nasazení
- ノトロ-10 z nosiče hydroplánů Notoro
- neidentifikovaný v zákrytu za ノトロ-10
- ノトロ-23 z nosiče hydroplánů Notoro
- ノトロ-11 z nosiče hydroplánů Notoro
- ナガト-1 z bitevní lodě Nagato
- ムツ-1 z bitevní lodě Mucu
- フルタカ-1 z křižníku Furutaka
- カコ-1 z křižníku Kako
- neidentifikovaný

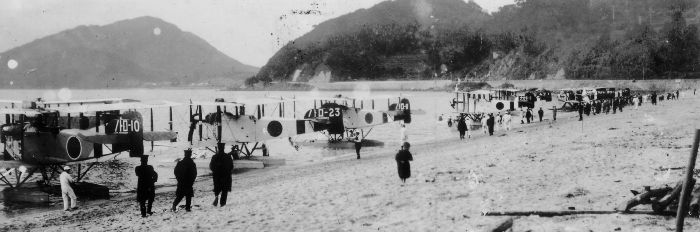
Řada devíti průzkumných hydroplánů typu 14 v roce 1927 na pláži Tonomi (富海), východně od Hófu v prefektuře Jamaguči. Zleva doprava se jedná o následující stroje:

Obě první verze (modely 1 a 2) průzkumného hydroplánu typu 14 byly přijaty do služby v roce 1926 a u císařského námořnictva nahradily starší Jokosuka Ro-gó Kó-gata, dvoumístné průzkumné hydroplány typu 2 a průzkumné hydroplány typu Hansa. Z lodí císařského námořnictva nesly průzkumné hydroplány typu 14 bitevní lodě Nagato, Mucu (obě v letech 1927 až 1929) a Jamaširo (od 1929), bitevní křižníky Kongó, Haruna a Hiei (všechny od 1929) a lehké křižníky Jura (1927 až 1928) a Abukuma (v roce 1928). Fotografie z pláže Tonomi dokazuje přiřazení průzkumných hydroplánů typu 14 i na těžké křižníky Furutaka a Kako.
Od zařazení typu do služby až do roku 1932 operovaly průzkumné hydroplány typu 14 z nosiče hydroplánů Notoro, který je (konkrétně verzi E1Y3) nasadil při tzv. prvním šanghajském incidentu v roce 1932. Podle Lacroix & Wells měl E1Y3 nést i nosič hydroplánů Kamoi.
E1Y se udržely ve službě až do počátku druhé čínsko-japonské války. Od roku 1932 bylo několik E1Y prodáno civilním uživatelům a obvykle přestavěno instalací kabiny pro tři až čtyři cestující. Některé přestavby zahrnovaly i výměnu motoru za Napier Lion.

## Varianty
- průzkumný hydroplán typu 10 – prototyp průzkumného hydroplánu, postaveny dva kusy[2]
- průzkumný hydroplán typu 10 model A – modifikovaný prototyp, postaven jeden kus[2]
- průzkumný hydroplán typu 10 model B – dále modifikovaný prototyp a předsériová produkce[2]
- průzkumný hydroplán typu 14-1, E1Y1 – přepracovaný typ 10, sériová výroba[4]
- průzkumný hydroplán typu 14-2, E1Y2 – třímístná verze s celokovovými plováky a výkonnějším motorem, sériová výroba[4]
- průzkumný hydroplán typu 14-2 kai-1 – experimentální verze typu 14-2
- průzkumný hydroplán typu 14-3, E1Y3 – verze se čtyřlistou vrtulí, zavedená 1931. Vyrobeno 102 kusů firmou Aiči.[7][4]
- transportní modifikace

## Specifikace (E1Y2)
Údaje pro E1Y1 jsou uvedeny v závorce

### Technické údaje
- Osádka: 3[11][1] (2?)
- Délka: 10,59 m[11][5] (10,91 m[5])
- Rozpětí: 14,22 m[11][5] (13,99 m[5])
- Výška: 4,15 m[11][5] (4,15 m[5])
- Nosná plocha: 54,2 m²[11][5] (54,3 m²[5])
- Hmotnost prázdného letounu: 1889 kg[11][7] nebo 1880 kg[5] (1660 kg[5])
- Vzletová hmotnost: 2750 kg[11][5] (2600 kg[5])
- Pohonná jednotka: 1× vodou chlazený řadový Lorraine-Dietrich 2 s 12 válci do W[11] pohánějící pevnou dřevěnou dvoulistou vrtuli[7]
  - Výkon motoru při hladině moře: 450 k (331,0 kW)[11][5]
  - Maximální výkon motoru: 485 k (356,7 kW)[5]

### Výkony
- Nejvyšší rychlost: 178 km/h[5] nebo 177 km/h[11]
- Cestovní rychlost: 130 km/h[11][5] (139 km/h[5])
- Dostup: 4000 m[11][5] (3500 kg[5])
- Výstup do výšky 3000 m: 28 minut 13 sekund[11] (35 minut 30 sekund[5])
- Dolet: 1156 km[11][5] (980 km[5])
- Vytrvalost: 9 hodin[11][5] (7 hodin[5])

### Výzbroj
- 1× 7,7mm pohyblivý kulomet[11][1]
- 2× 110kg nebo 4× 30kg pumy[11][1]